# Boquim
Boquim este un oraș în Sergipe (SE), Brazilia.